# Trailers【Silver】
『Trailers【Silver】』（トレイラーズ シルバー）は、LM.Cの2nd（デビュー）シングルである。2006年10月4日発売。

## 概要
- Trailers【Gold】と同時に発売された。
- 初回限定盤、通常盤の2タイプがある。

## 収録曲
全曲 作詞/作曲/編曲：LM.C
1. little Fát Màn boy
2. wiggy(Interlude)
3. mR.century